# Joshua Clottey
Joshua Clottey (Accra, 6 ottobre 1977) è un pugile ghanese.
Soprannominato "Grand Master" oppure "The Hitter", è stato detentore del titolo mondiale IBF dei pesi welter dal 2008 al 2009.  

## Stile di combattimento
Pugile non particolarmente propenso alla finalizzazione, è noto per la sua difesa rocciosa: la sua postura nelle fasi di copertura gli ha valso paragoni con quella di Winky Wright, altro pugile assai noto per la sua durabilità.

## Carriera professionale
Clottey compie il suo debutto professionale il 31 marzo 1995, sconfiggendo il connazionale Samuel Lotsu ai punti dopo sei riprese.